# Type 14 (pistola)
La Type 14 (十四年式拳銃?, Jūyon-nen Shiki Kenjū) è stata una pistola semiautomatica progettata da Kijirō Nambu nella prima metà degli anni 1920 ed entrata ufficialmente in servizio con l'Esercito imperiale giapponese nel 1926. Era il risultato del continuo miglioramento di un progetto base, ideato da Nambu nel 1902 circa e che aveva già prodotto due pistole, la Type A e la Type B, che però avevano incontrato scarso successo: sparava la cartuccia 8 × 22 mm Nambu, presentava un caricatore da otto colpi e pesava circa un chilo; rispetto ad altre armi della stessa categoria aveva sia potere d'arresto inferiore, sia un'affidabilità discutibile. 
La Type 14 fu comunque prodotta in circa 400 000 esemplari (i cui ultimi lotti mostrarono un netto calo della qualità di lavorazione) e rimase in servizio come arma d'ordinanza degli ufficiali sino al 1945, venendo impiegata estesamente nella seconda guerra sino-giapponese e durante la seconda guerra mondiale.

## Storia

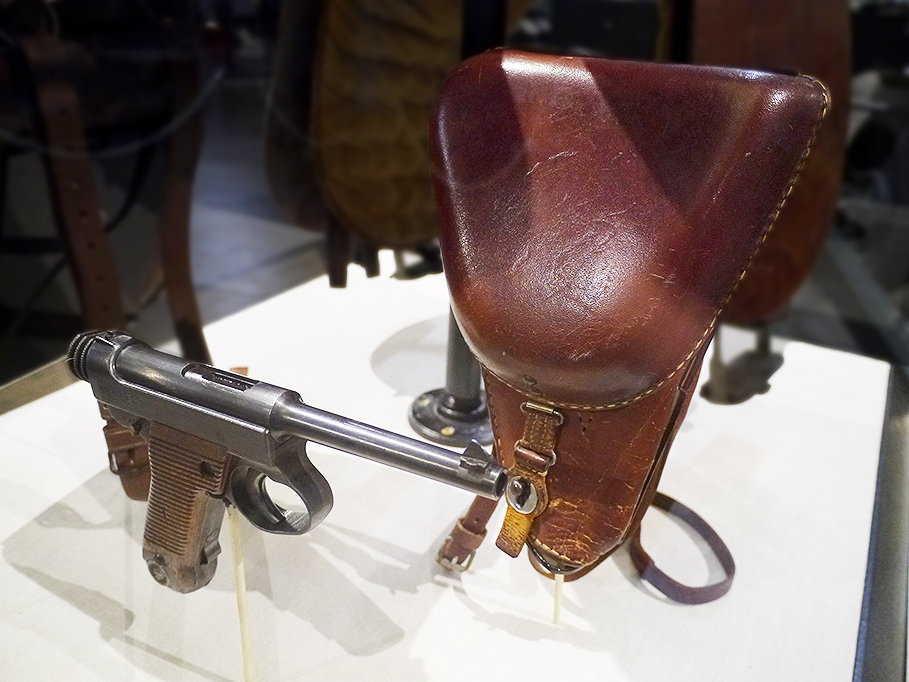
Una Nambu Type 14, prima serie originale con fondina, esposta al Texas Military Forces Museum

Poco dopo l'immissione in servizio della rivoltella Type 26 cominciarono a diffondersi le prime affidabili pistole semiautomatiche e l'ufficio tecnico dell'Esercito imperiale giapponese incaricò Kijirō Nambu di progettare un'arma di questo tipo. Egli presentò nel 1902 la Type A, seguita nel 1909 circa dalla Type B: entrambe derivavano da una rielaborazione della meccanica della Mauser C96, pur con munizione giapponese, ma presentavano alcuni difetti all'alimentazione e un'affidabilità discutibile. Dopo alcuni tentativi e ulteriori modifiche, come la ricollocazione della sicura dall'impugnatura al castello, nel 1926 Nambu offrì una nuova semiautomatica che fu immessa ufficialmente in servizio con l'esercito nel 1926; dall'anno successivo divenne l'arma d'ordinanza degli ufficiali. Dato che si trattava del quattordicesimo anno di regno dell'era Taishō, la pistola ebbe la formale designazione di Type 14.
La Type 14 era stata pensata soprattutto per ridurre i costi di produzione, troppo elevati nelle precedenti Type A e Type B, e infatti era venduta al prezzo di 78 yen (1939) che era più abbordabile per gli stipendi medi degli ufficiali. Si stima una produzione totale di circa 400 000 pezzi, ma il numero esatto non è noto in quanto i militari giapponesi consideravano le loro armi proprietà dell'imperatore e, pertanto, le pistole erano distrutte o buttate a mare quando si profilava l'eventualità di cattura da parte di truppe avversarie. Le Type 14 assursero presto a simbolo di prestigio, spesso trasportate in fondine elaborate, e probabilmente il loro uso in combattimento potrebbe essere stato non così diffuso.
In corso di produzione il ponticello del grilletto fu ingrandito sensibilmente a seguito di alcune critiche nei rapporti operativi provenienti dall'Armata del Kwantung: visto che sul continente gli inverni erano rigidi, era stato rilevato che la pistola era quasi impossibile da impiegare con i guanti. Apparvero inoltre due tipi di pomoli posteriori, che servivano ad armare manualmente l'otturatore: la versione originale con scanalature e quella successiva, zigrinata. Fino al 1937 gli esemplari furono consegnati con rifiniture eccellenti, ma la qualità generale delle parti andò incontro a una progressiva decadenza dalla seconda guerra sino-giapponese in avanti, allo scopo di incrementare il gettito mensile: in ogni caso, le Type 14 con rifiniture grossolane erano perfettamente funzionanti. Ulteriori semplificazioni del processo produttivo furono introdotte negli anni successivi.. A partire dal 1940. infine, fu però aggiunta una molla secondaria al caricatore, per facilitare la ricarica dell'arma.
Pure le fondine furono modificate, sempre per aumentare la produzione totale, passando dal costoso cuoio alla più semplice tela gommata.

## Tecnica

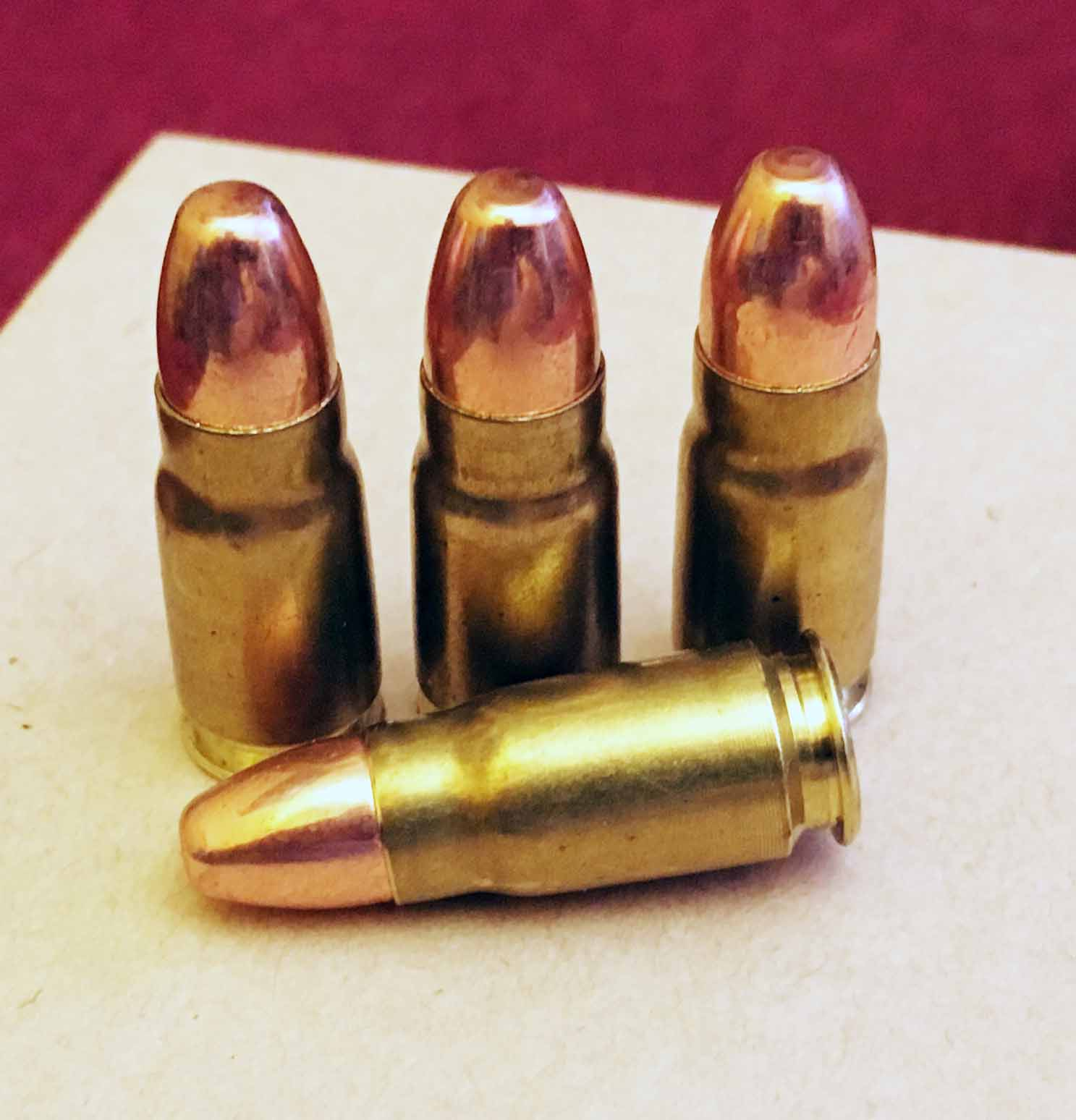
La munizione 8 × 22 mm Nambu

La pistola Type 14 era un'arma semiautomatica di architettura tradizionale, operata a corto rinculo di canna.. Era camerata per la cartuccia 8 × 22 mm Nambu d'ideazione e produzione giapponesi, più debole rispetto ad altre munizioni coeve: l'energia sprigionata alla volata, infatti, era più o meno la metà di quella sviluppata ad esempio dalla 9 × 19 mm Parabellum o dalla 7,62 × 25 mm Tokarev. Il proiettile raggiungeva una velocità iniziale di 290 m/s.
La Type 14, pur essendo il risultato di anni di continuo affinamento di progetti risalenti all'inizio del XX secolo, non era esente da difetti. Nambu aveva ripensato la sicura da elemento integrale all'impugnatura a leva incernierata al lato sinistro del castello, subito al di sopra del grilletto, ma ancora il pulsante di rilascio del caricatore (capienza otto cartucce) interferiva con la caduta del caricatore stesso una volta vuoto; l'operatore, dunque, era costretto ogni volta a tenere premuto il pulsante, arretrare l'otturatore per comprimere le due molle di recupero ed estrarre il caricatore manualmente: un'operazione scomoda e difficoltosa, specialmente sul campo. Non solo: la nuova collocazione della sicura obbligò l'operatore a usare la mano libera per azionarla, dato che la mano con la quale impugnava l'arma era in posizione inadeguata per raggiungerla agevolmente. Non fu mai trovata una vera soluzione a questo problema e l'idea di rimuovere il pulsante di tenuta del caricatore fu alla fine scartata. Anche la forte inclinazione dell'impugnatura ebbe riflessi negativi sull'alimentazione: la molla del caricatore aveva una percentuale di successo del 60% e l'attrito delle cartucce contro le pareti del pozzo causava ulteriore stress meccanico, difetti amplificati dalla stringenti tolleranze.

## Eredità

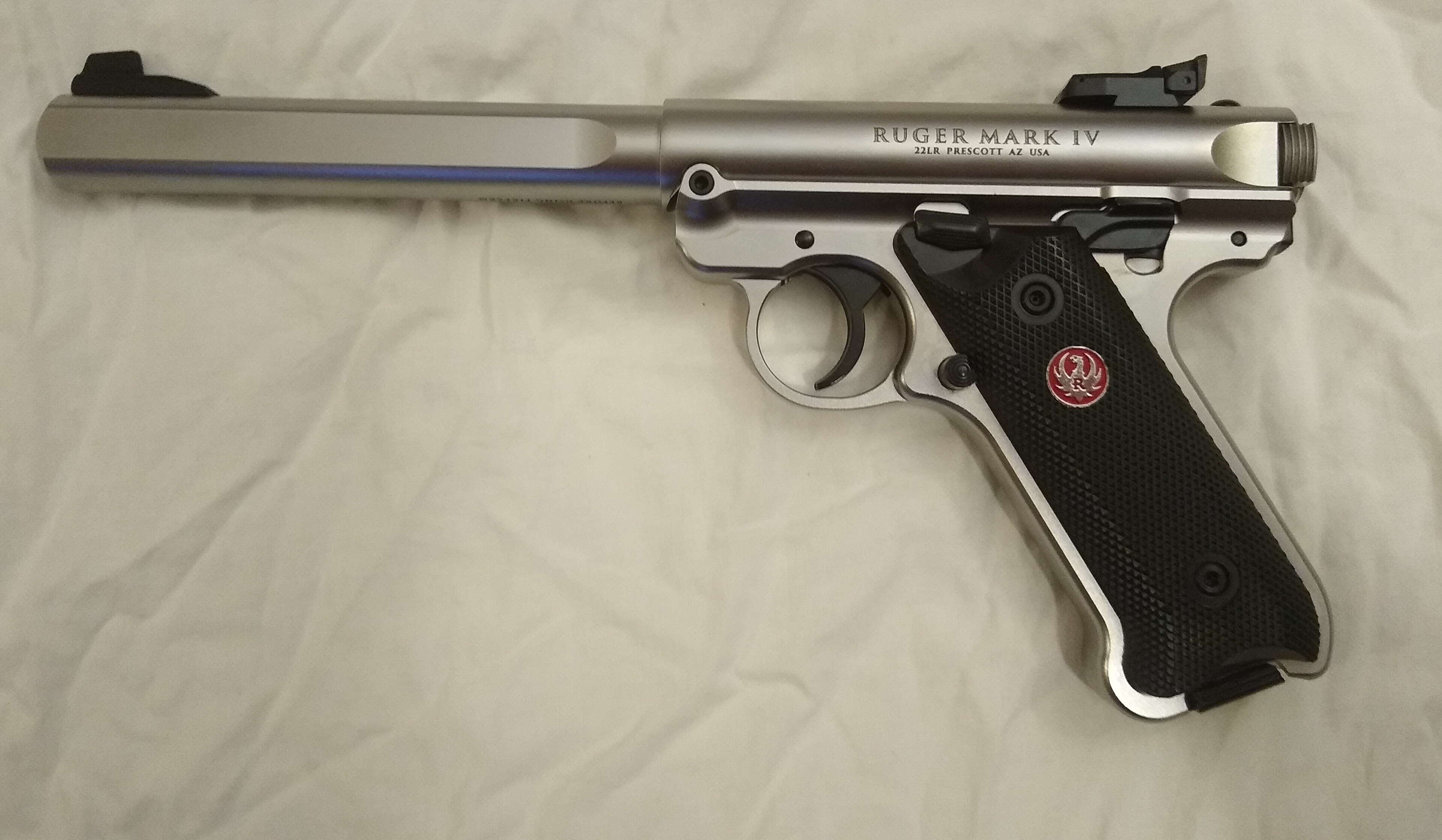
Una Ruger Standard Mark IV, ispirata alla pistola Nambu giapponese

Nel 1949, William B. Ruger prese in prestito alcuni elementi della Nambu per il suo progetto, che divenne poi la famosa Ruger Standard. Si trattava della prima arma progettata dalla Sturm, Ruger & Co. e sarebbe divenuta in breve tempo la pistola in calibro .22 LR di maggior successo della storia, e al 2016 l'azienda risultava aver prodotto più armi di qualunque altra azienda in America, con un valore che superava i $ 600.000.000.
A causa della loro rarità e del notevole valore storico, le pistole Nambu sono molto ricercate dai collezionisti con prezzi che sull'attuale mercato possono oscillare tra gli $800 e i $1,500.
Nella serie televisiva The Mandalorian, ambientata nell'universo di Star Wars, il personaggio di Carasynthia Dune usa una pistola Nambu, modificata in modo da integrarsi nel contesto fantascientifico del film, che ha sempre usato armi storiche come base per gli equipaggiamenti.

## Altri utilizzatori
- Indonesia[18]
- Corea del Nord[19]
- Filippine[18]
- Repubblica di Cina (usata dalle truppe dell'esercito del signore della guerra Zhang Zuolin[20] e dall'Esercito Rivoluzionario Nazionale[21])
- Thailandia[18]
- Vietnam (Viet Minh durante la guerra d'Indocina, Viet Cong durante la guerra del Vietnam[18])